# めぐりん (八晃運輸)

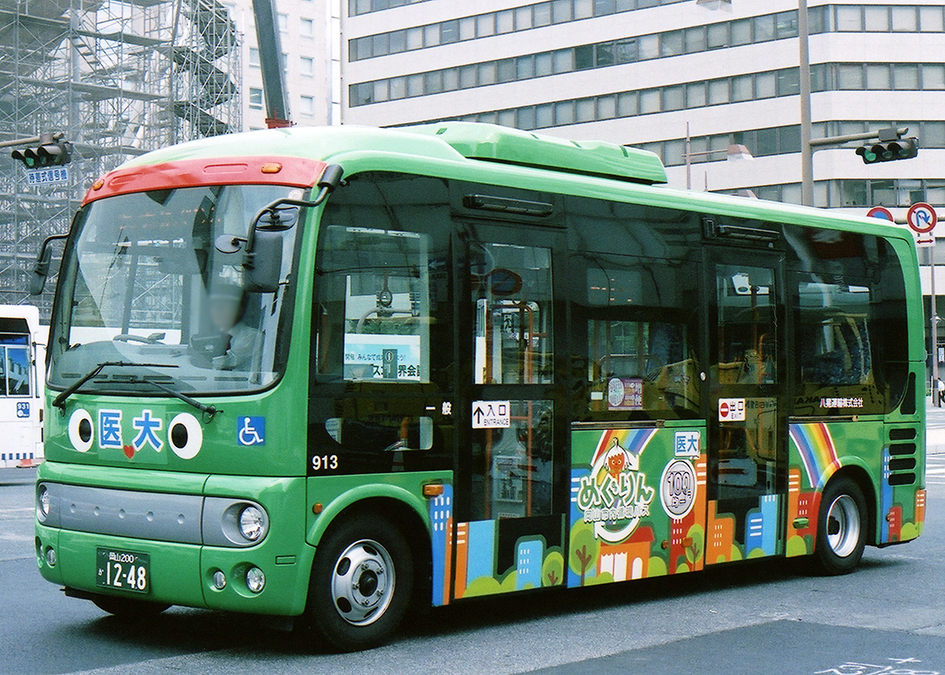
「医大めぐりん」の車両
日野・ポンチョ

めぐりんは、八晃運輸が岡山県岡山市中心部で運行する市内循環バス（一般路線バス）の路線愛称。

## 概要
タクシー事業者の八晃運輸が2012年（平成24年）7月20日から運行開始した市内循環型の路線バスで、岡山市内の主要施設を結ぶ。規制緩和により2002年に道路運送法等が改正され、需給調整規制を前提とした免許制から、輸送の安全等に関する資格要件をチェックする許可制へ移行したことを受け、新規事業として参入したものである。運行拠点は岡山市南区藤田にある「バス事業部岡山営業所」。
1km 圏内の運賃を120円均一として、競合する市内バス路線（両備バスなど）や路面電車（岡山電気軌道）よりも安価な運賃を打ち出し競争力を高めているが、頻繁に路線改廃やルート変更が行われている。

また、他社の競合路線への新規参入により市内の既存事業者との軋轢を生じ、特に両備グループとの激しい対立が生じている。
2025年（令和7年）、八晃運輸は岡山市によるバス路線再編計画の一環として開設された「公設民営方式」路線の運行を開始。一方で既存の循環路線「めぐりん」全線は9月1日より運休する予定と発表された。

## 益野線をめぐる動向
八晃運輸は2017年3月30日、「めぐりん」の新規路線として、岡山市中心部と岡山市東区西大寺地区を結ぶ路線「益野線」の新設を国土交通省中国運輸局に申請した。
益野線の申請ルートの多くが、両備バス岡山西大寺線および岡山電気軌道（岡電）東山線と重複するルートであり、運賃も両備バス（西大寺まで400円）や岡山電気軌道（東山まで140円）よりも格安に設定された。当初は2017年10月の運行開始を予定していた。
両備バス（両備ホールディングス）にとって、岡山市中心部と西大寺地区を結ぶバス路線は、前身の西大寺鉄道時代から「100年以上にわたって沿線開発をしてきた伝統的路線」として位置づけられており、繁忙期には5分間隔での運行が行われるなど、同社のドル箱路線ともなっている。
和歌山電鐵をはじめ、公共交通の再生にも取り組んできた両備ホールディングスは、3・4割ほどの黒字路線で残りの赤字路線の損失を補填し、路線の維持に努めてきたと説明しているが、ドル箱路線への「めぐりん」参入により年間3億円近い減収が見込まれ、赤字路線の維持が困難になるとして、2018年2月8日に両備グループ傘下の31路線（両備バス全36路線中の18路線と、岡電バス全42路線中の13路線）について、一斉に廃止届を中国運輸局に提出した。
両備ホールディングスの小嶋光信代表は、記者会見の席上で「地域の交通網を守らないと地方創生などあり得ないという信念でやっている」「廃止するために廃止届を出したわけではない」と強調し、新路線の認可がされなければ、廃止届を取り下げると説明した。
しかし中国運輸局は、両備ホールディングスの記者会見の行われた8日の午後、八晃運輸に対して益野線の新路線開設申請を認可。中国運輸局は認可について「あくまでも道路運送法の基準に照らして判断した」としているが、両備ホールディングス側は「なにゆえ認可を急がれたのかその真意がわからない」とこれに反発した。
一方の八晃運輸側は、公式サイト上で代表取締役の成石敏昭の署名入りコメントを発表し、益野線（岡山西大寺線）への参入について「健全な競争により市場を活性化させ、より充実したサービス提供を行わせていただくこと」と主張、両備グループの廃止方針については直接的な言及を避けつつも「黒字路線が赤字路線をカバーすることも、各路線によって利用客数も自ずと異なることから、一定程度はやむを得ない」としながらも、「黒字路線で赤字路線をカバーするという事態が行き過ぎれば、黒字路線の利用客は、自由な競争が行われていない条件下では、不当に高い運賃を負担するという事態に陥ってしまいます」と、道路運送法で定めた「（運賃は）能率的な経営の下における適正な原価に適正な利潤を加えたものを超えないものである」とする制度設計とも矛盾が生じかねないと主張している。
今回の「めぐりん」新規参入に起因する、両備グループによる赤字路線の一斉廃止届提出という「強硬手段」については様々な議論を巻き起こしており、政策コンサルタントの室伏謙一は、日本において交通権が明確に確立しておらず、公共交通を独立採算制の民間サービスとして捉えていることが問題であるとして、公共交通を公共サービスとして位置付けて独立採算制を前提とする制度を全般的に見直すことが必要であり、そのために道路運送法や鉄道事業法等の大改正が必要と述べている。一方、鉄道関連の記事を多く執筆するフリーライターの杉山淳一は、今回の両備グループの手法について「顧客を不安がらせて、行政から納得できる答えを引き出す」というやり方であると指摘し、両備グループの戦術が間違っていると指摘している。
なお、両備グループの31路線の廃止届については、関係する自治体である岡山市・倉敷市・瀬戸内市・玉野市が廃止届の撤回を要請し、石井啓一国土交通大臣が2月13日に行われた閣議後の記者会見の席上で、地域協議会に参画して積極的に協力を行うことを明言したことなどを踏まえ、3月15日に廃止届の取り下げを中国運輸局に提出した。
これと並行して、両備バスはめぐりん運行開始に先立つ2018年4月9日に西大寺地区のダイヤ改正を行い、土曜・休日のみ運行だった「岡山駅 - 海吉線」を区間変更して毎日運転の「岡山駅前 - 益野西線」とした上で、岡山駅行きをイオンモール経由とする、さらに東山での路面電車乗り継ぎのための情報提供を行うなど、「めぐりん」を念頭に置いた新たな路線設定を行っている。
益野線は2018年4月27日に運行を開始することになったが、両備ホールディングスの主要労働組合である両備バス労働組合が「めぐりん（八晃運輸）の参入により両備バスの著しい業績悪化が見込まれ、組合員の賃金・雇用に影響を及ぼす」として、両備バス西大寺線をはじめとする両備バスの一般路線全線でのストライキ（運行休止）を通告。会社側と組合の交渉の結果、「運行休止ストライキ」ではなく、両備バス西大寺線と岡電東山線に限った「集改札ストライキ」に変更し、4月26日・27日に運賃の収受を行わないストライキが行われた。労使紛争ではなく他社の参入に反対するため、労働基本権（労働三権）の行使手段である「ストライキ」を行うというのは極めて異例のことである。
両備バス労働組合による一連の動きについては、沿線の岡山大学附属小学校が臨時休校を決め、その他の沿線住民にも混乱が生じるなどの波紋を残したほか、岡山県知事の伊原木隆太、岡山市長の大森雅夫が、定例記者会見の席上でストライキという手法への懸念を表明している。
さらに両備グループは2018年4月9日、益野線の認可取り消しを求めて中国運輸局岡山運輸支局に申し入れたものの「検討中である」との回答しか得られなかった。そのため両備は国に対し、八晃運輸への事業計画変更申請について「認可の前提となる『（八晃運輸による）停留所設置のための道路占用許可』に瑕疵があるため認可は違法である」として、4月17日付で認可処分の取消を求めて東京地方裁判所にて行政訴訟を起こし国を提訴した。しかし一審の東京地裁は、翌2019年8月30日の判決で「既存事業者の利益を保護する規定などは見当たらない」と指摘し、両備に対し「認可取り消しを求める原告適格を欠く」（原告不適格）として訴えを却下した。判決を受け、同年9月12日に両備グループは控訴した。
岡山市は公共交通のあり方を巡る法定協議会である「岡山市地域公共交通網形成協議会」を設置しこの問題を協議。市内のバス路線再編を含む「岡山市地域公共交通網形成計画案」を提示。この中で岡山市が「めぐりん」益野線の廃止案を提示し八晃運輸に撤退を求める代替案として「めぐりん」の岡山駅東口への乗り入れや新規路線参入を提案したことから他のバス事業者が反発し議論が紛糾。さらに八晃運輸が独自に中国運輸局岡山運輸支局に岡山駅東口構内に乗り入れる路線延伸を申請し、これを中国運輸局が「管理者（西日本旅客鉄道岡山支社及び岡山県バス協会）の承諾がない」ことを理由に却下、法定協議会は2021年2月の会合を最後に休止状態にあるなど混迷が続いていた。
2022年11月に岡山市と岡山駅前広場の管理者であるJR西日本が連名で岡山駅前広場の新規乗り入れの新条件を発表。これまではバスターミナルを使う他の事業者に安全確保ができるかどうかの意見を聞いたうえで了承が取れなければできなかったバスターミナルへの乗り入れをJR西日本が新規乗り入れ事業者に安全確保の確認を行うという条件に変更した。八晃運輸は2023年（令和4年）4月1日より岡山駅前広場への乗り入れが可能となった。また、他バス事業者も新型コロナウイルスの流行後の社会生活の変化によってコロナ禍以前に比べて利用者減少が見込まれることや、国が公共交通の交付金の対象を広げたことなどによって態度を軟化し、2023年（令和5年）1月に岡山県バス協会に加盟する7事業者が法定協議会の再開を岡山市に申し入れ、同年6月に協議会が再び開催された。
2024年（令和6年）4月にバス路線の再編などを盛り込んだ岡山市地域公共交通利便増進実施計画が国土交通省に認定された。これにより益野線が2024年10月31日をもって廃止され、同計画最初の廃止路線となった。なお同計画で新たに設けられる12支線のうち、北長瀬駅と妹尾駅を結ぶ路線は八晃運輸が運行する計画とされ、2025年（令和7年）4月1日より運行を開始した。
2025年（令和7年）7月、既存の「めぐりん」全路線（医大右線・京橋線）については「慢性的な運転手不足の中、公設民営路線に注力するため」として、同年9月1日からの運行休止が発表された。

## 沿革
- 2012年7月20日 - 岡山市内循環バス「めぐりん」運行開始[37]。「Aルート（現・医大右線）」と「Bルート（現・医大左線）」の2系統運行。1日の運行本数は共に55便。
- 2013年
  - 2月25日 - ダイヤ改正。Aルート71便、Bルート56便に増便[38]。
  - 8月8日 - 「京橋めぐりん（現・京橋線）」運行開始。1日の運行本数は、「Cルート（外回り）」72便、「Dルート（内回り）」63便。従来の「めぐりん」は「医大めぐりん」に改称しダイヤ改正。1日の運行本数は外回り90便に増便、内回り56便で変更なし[39]。
  - 10月17日 - 「京橋めぐりん」ダイヤ改正。1日の運行本数は、Cルート84便、Dルート64便[40]。
- 2015年2月25日 - 「県庁めぐりん」（Eルート）運行開始。ルートは岡山駅前 → 西川筋 → 農業会館前 → 中国銀行本店前 → 県庁前 → あくら通り → 栄町 → 柳町 → イオンモール岡山前 → 岡山駅前の一方向。同時に「京橋めぐりん」のDルートを県庁経由に変更。1日の運行本数は、Eルート35便、Dルート74便[41]。
- 2016年
  - 5月29日 - ダイヤ改正。県庁経由のDルートとEルートをNTT岡山経由に変更。
  - 4月1日 - ダイヤ改正。Bルートを日赤病院まで延伸して「日赤めぐりん」に変更、Eルートを清輝橋 - 岡山駅前 - 表町入口間の折り返し路線「清輝橋～表町入口線」に変更。「県庁京橋めぐりん」（Cルート）、「京橋めぐりん」（Dルート）を運休。
  - 7月20日 - ダイヤ改正。系統表記を「○○線」の形に統一。「日赤めぐりん」を休止し、「医大右線」（Aルート）・「医大左線」（2016年3月までのBルート）・「京橋経由医大左線」・「県庁経由医大右線」・「清輝橋～県庁線」（Eルートを一部延長）「医大右経由日赤線」に再編。
- 2017年4月6日 - ダイヤ改正。「清輝橋～県庁線」を廃止し、5路線に再編。
- 2018年4月27日 - 益野線運行開始[19]。乗降方法を「前乗り前払い中降り」制から「中乗り前降り後払い」制に変更。同時期に「県庁医大線」を休止。
- 2019年
  - 3月15日 - ダイヤ改正。「京橋線」を休止。
  - 7月23日 - ダイヤ改正。「医大左線」を休止。「市役所南線」を運行開始。「日赤線」がラケット型右回りに変更、イオンスタイル岡山青江前に乗り入れ。
  - 8月 - 岡山市が公共交通のあり方を考える協議会で、バス路線再編案を提示。市内バス事業者9社が出席し協議するも、両備と八晃運輸が対立してまとまらず[42]。
  - 8月30日 - 両備が「めぐりん」益野線の認可取り消しを求めて提起した行政訴訟の一審で、東京地方裁判所が両備に対し原告不適格として訴えを却下[25]。
- 2020年
  - 3月 - 岡山市が公共交通のあり方を考える協議会で、市内のバス路線再編を含む「岡山市地域公共交通網形成計画」を提示[27]。
  - 4月1日 - ダイヤ改正。「日赤線」を休止。
  - 4月25日 - ダイヤ改正。「市役所南線」を休止。
  - 10月12日 - 岡山市が「めぐりん」益野線の廃止案を提示し八晃運輸に撤退を求める一方、代替として「めぐりん」の岡山駅東口への乗り入れや新規路線（国立病院線）への参入などを提案。八晃運輸もこれに同意[27]。
  - 11月9日 - 岡山市が八晃運輸へ提示した代替案に反対し、協議会に出席する9社のうち八晃運輸を除く8社が大森雅夫市長に再編案の撤回を求める申入書を提出[28]。
- 2021年
  - 1月4日 - 中国運輸局岡山運輸支局に、岡山駅東口構内に乗り入れる路線延伸を申請[29]。
  - 8月 - 中国運輸局岡山運輸支局が路線延伸申請を却下[29]。
- 2023年
  - 4月1日 - JR岡山駅乗り入れを果たす[43]。
  - 7月1日 - ダイヤ改正。「京橋線」を運行再開[44]。
  - 12月1日 -  大人小人同額100円の区間を大人120円、小人60円に変更[45]。ICカードHarecaを導入。
- 2024年11月1日 - ダイヤ改正。「益野線」を廃止[46]。
- 2025年
  - 4月1日 - 岡山市支線バス「妹尾・北長瀬線」の運行開始[2]。
  - 9月1日 - 「医大右線」「京橋線」の運行休止（予定）[3]。

## 運賃・乗車券類
運賃は「益野線」「日赤線」の一部区間を除き1乗車120円均一（小学生60円）。循環便でない途中止まりの便に終点まで乗り、「乗継券」を受け取って後続便に乗り継いだときは追加運賃不要で乗り継ぎが出来る。「益野線」の東山交番前 - 新橋北・新橋南間での乗降を含む乗車は250円（小学生130円）。「日赤線」の清輝小学校前→日赤病院→南高入口間での乗降を含む乗車は190円（小学生100円）。
乗降方法は、運行開始当初は他の岡山地区の路線バスと異なり「前乗り前払い中降り」制（「日赤線」の運賃支払いは事前申告制）を採用していたが、現在は他の岡山地区の路線バスと同様の「中乗り前降り後払い」制を採用し、均一路線を含めて全区間整理券制としている。
100円券が11枚綴り1000円、250円券が11枚綴り2500円の回数券や、100円区間内が1ヶ月3000円、全路線が1ヶ月8000円で乗り放題のフリーパス（持参人式定期券。ただし、小学生は100円区間内のみ利用可能）も車内及び生活彩家岡山県庁店にて発売されている。100円区間用のフリーパスで100円区間以外を利用するときは、差額を現金で支払う。
QRコード決済（PayPay）に対応している。
バスカードは導入されていないが、ICカードHarecaは利用出来るが、両備バス・岡山電気軌道・下電バスと異なりスルッとKANSAI協議会に非加盟のため、全国相互利用サービス対応のICカードは利用不可能。
他の岡山地区の路線バスと異なり高齢者・障害者割引はない。ただし、Hareca Half（高齢者（65歳以上）・障害者の運賃半額割引用ICカード。岡山市民・赤磐市民のみ購入が出来る。）を利用した場合に限り半額（ただし高齢者用は岡山市が発行したものに限り運賃半額割引の対象となり、障害者用は全て運賃半額割引の対象となる。障害者用で等級が1級またはA級の場合は介助者も対象。「益野線」の一部区間を除き1乗車60円均一（小学生30円）。「益野線」の東山交番前 - 新橋北・新橋南間での乗降を含む乗車は130円（小学生70円））となる。（回数券との併用は不可）。

## 現行路線
2024年11月1日の改正以後、以下の2路線を運行している。岡山駅は、医大右線は岡山駅東口バスターミナル9番のりばから、京橋線は岡山駅東口バスターミナル5番のりばから、岡山駅前は、医大右線は岡山駅前バスステーション6番のりば（ICOTNICOT前）の隣から、京橋線は岡山駅前バスステーション9番のりば（中国銀行岡山駅前支店前）から発着する。

### 医大右線
右回りの循環路線。
- 大学病院入口 → 水道局前 → 市役所前 → 山陽新聞社・TSC前 → イオンモール岡山前（イオンモール側） → 岡山駅 → 岡山駅前 → 柳川西 → NTT岡山前 → 新西大寺町筋 → 大雲寺前 → 東中央町 → 清輝橋 → 大学病院入口

平日（終日）・土休日午前のみ運行。
- 市役所南 → 市役所前 → 山陽新聞社・TSC前 → イオンモール岡山前（イオンモール側） → 岡山駅 → 岡山駅前 → 柳川西 → NTT岡山前 → 新西大寺町筋 → 大雲寺前 → 東中央町 → 清輝橋 → 大学病院入口 → 市役所南

土休日午後のみ運行。

### 京橋線
左回りの循環路線。
- ハレノワ前 → 新京橋西詰 → 西大寺町 → 中銀前 → 表町入口 → 柳川 → 柳川西 → 岡山駅前 → 岡山駅 → 高島屋前 → 錦町 → イオンモール岡山前（源吉兆庵側） → 山陽新聞社・TSC前 → 市役所入口 → 大雲寺前 → ハレノワ前

土休日のみ運行。

## 休廃止路線

### 市役所南線
左回りのラケット型循環路線。
- 市役所南 → 市役所前 → 山陽新聞社・TSC前→ イオンモール岡山前（イオンモール側） → イオンモール岡山前（源吉兆庵側） → 山陽新聞社・TSC前 → 市役所前 → 水道局前 → 市役所南

土休日午後のみ運行。

### 日赤線
右回りのラケット型循環路線。
- 日赤病院（病院敷地内） → イオンスタイル岡山青江前（敷地内） → 日赤病院入口（南側） → 岡南小学校前 → 南高入口 → 清輝橋 → 大学病院入口 → 水道局前 → 市役所前 → 山陽新聞社・TSC前→ イオンモール岡山前（イオンモール側） → 岡山駅前 → 柳川西 → NTT岡山前 → 新西大寺町筋 → 大雲寺前 → 東中央町 → 清輝小学校前 → 南高入口 → 岡南小学校前 → 日赤病院入口（北側） → 日赤病院（病院敷地内）

### 益野線
右回りのラケット型循環路線。
- 新橋南 → 川井 → 松崎 → 益野 → 益野中 → 益野西 → 海吉 → 福泊 → 曹源寺 → 自動車学校入口 → 嶽 → 池の内東 → 池の内 → 護国神社前 → 東山一丁目 → 東山 → 山陽学園中学・高校前 → 門田屋敷 → 古京 → 県庁南 → 中電前 → 栄町 → 田町二丁目 → 柳町一丁目 → イオンモール岡山前（イオンモール側） → 岡山駅 → 岡山駅前 → 柳川西 → 柳川 → 表町入口 → 城下→ 中国銀行本店西 → 中銀本店前 → 県庁前 → 古京 → 門田屋敷 → 山陽学園中学・高校前 → セレマ前 → 東山 → 東山一丁目 → 護国神社前 → 東山峠 → 池の内 → 池の内東 → 嶽 → 自動車学校入口 → 曹源寺 → 福泊 → 海吉 →　益野西 → 益野中 → 益野 → 松崎 → 松崎東 → 川井 → 新橋北

## 車両
バス車両は日野自動車製が主体で、日産ディーゼル製を少数保有している。
- 日野・ポンチョ（SKG-HX9JLBE）2ドアロングボディ
- 日産ディーゼル・RM（西日本車体工業製車体、東急バスからの移籍車）
- 日産ディーゼル・RN（富士重工業製車体、除籍済み）

予備車として、富士重工8Eボディ架装の日産ディーゼル・RN（KK-RN252CSN）が1台在籍していた。なお富士重工製ボディのKK-RNは、この1台のみ製造されたものとなっている（他は西日本車体工業製ボディ）。

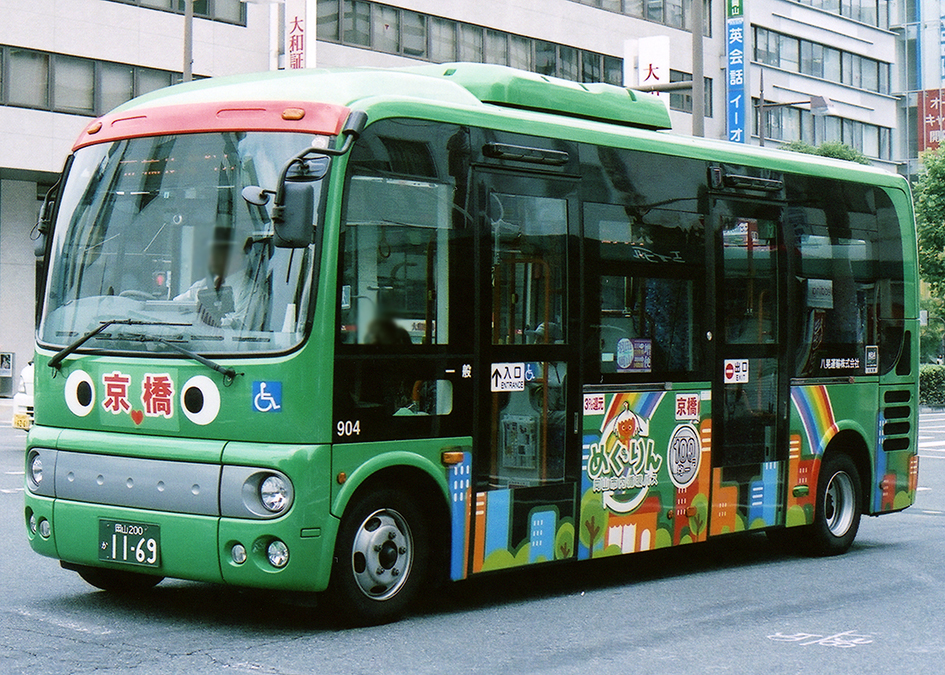
「京橋めぐりん」 日野・ポンチョ SKG-HX9JLBE
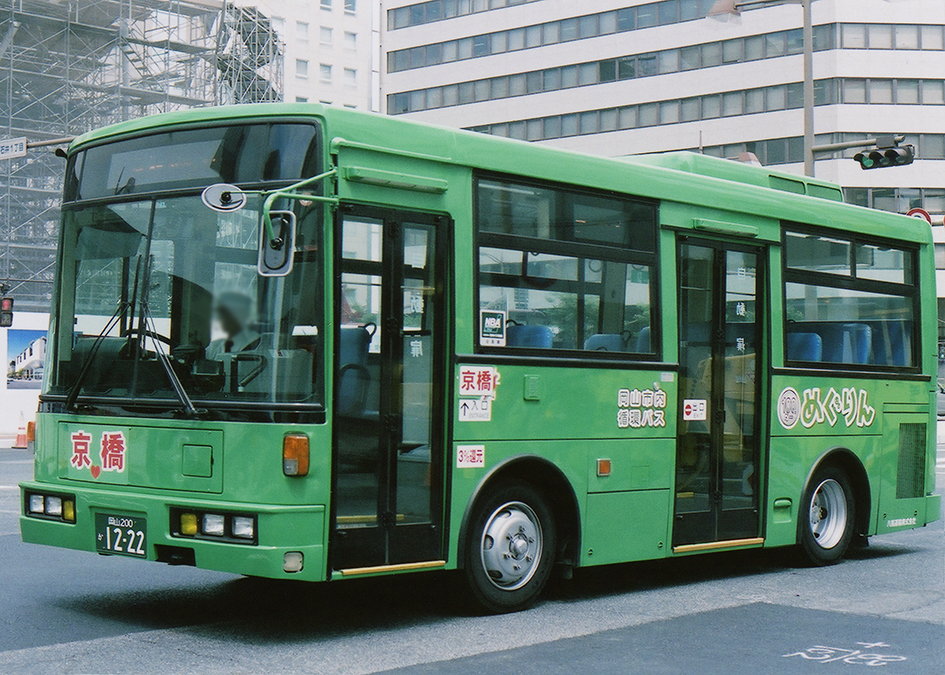
「京橋めぐりん」 日産ディーゼル・RN KK-RN252CSN